# Jack Hawkins
Jack Hawkins, teljes születési nevén John Edward Hawkins (Wood Green, Middlesex, Egyesült Királyság, 1910. szeptember 14. – Chelsea, London, 1973. július 18.) brit (angol) színpadi, film- és televíziós színész, az 1950-es évek egyik legnépszerűbb angol filmszínésze. Főleg katonaszerepeivel vált híressé. A Brit Birodalom Rendje parancsnoki fokozatának (CBE) birtokosa.

## Élete

### Származása, pályakezdése
Építőmunkás fiaként született Wood Green községben, amely ma Nagy-London Haringey kerületéhez tartozik. A helyi iskolába járt, nyolcévesen az iskola kórusának tagja lett. A helybeli színjátszó társulatban játszott. Szülei az Italia Conti színiakadémiára küldték. Tizenkét évesen, 1923. december 26-án Londonban szerepelt a Where the Rainbow Ends színdarab karácsonyi előadásán, a Holborn Empire színházban. 1928-ban, tizennyolc évesen  a New York-i Broadway színházban szerepelt a Journey’s End színdarabban. A harmincas évektől folyamatosan szerepelt színházakban és ekkor kapta első kis filmszerepeit is. 1932-ben John Gielguddal és Robert Donattal együtt szerepelt egy Hamlet-rádióközvetítésben.

### Katonai szolgálata
A világháború kitörése után behívták katonának. Tisztképző tanfolyamon vett részt, majd 1941-ben alhadnagyi rangban a Walesi Királyi Lövészekhez (Royal Welch Fusiliers) osztották be. 1944 januárjában hadnagyi rangban az expedíciós erőket kiszolgáló intézményekhez vezényelték. A katonák számára szórakoztató műsorokat szolgáltató ENSA-szervezet (Entertainments National Service Association) tagjaként dolgozott Indiában és Délkelet-Ázsiában.
Katonai szolgálata alatt, 1942-ben szerepelt Thorold Dickinson rendező The Next of Kin (A vér szava) című háborús filmjében, amelyet az Ealing Studios forgatott. 1946. október 11-én szerelt le, tartalékos hadnagyi rangban. Szolgálatainak elismeréseképpen a brit hadsereg tiszteletbeli ezredesévé nevezték ki.

### Pályája a háború után

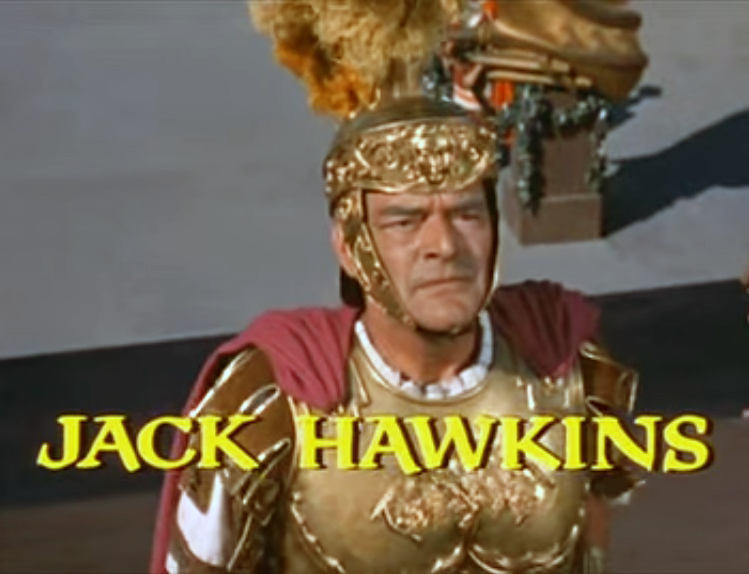
Quintus Arrius szerepében, a Ben-Hur-ban (1959)

Az 1950-es és 1960-as években a magas, robusztus testalkatú, karakteres arcélű Hawkins igen keresett színész lett a sorozatban gyártott angol háborús és kalandfilmekhez. Tiszteket, parancsnokokat, magas rangú, hatalommal bíró kemény karaktereket alakított. 1955-ben a Howard Hawks rendező A fáraók földje c. monumentális történelmi kalandfilmjében Khufu fáraót alakította, Joan Collins oldalán. 1957-ben David Lean rendező Oscar-díjas filmjében, a Híd a Kwai folyón-ban a brit dzsungelkommandót vezető tisztet alakította. 1959-ben William Wyler kalandfilmjében, a Ben-Hur-ban Quintus Arrius szenátort, a római hadiflotta parancsnokát alakította. 1962-ben David Lean rendező Arábiai Lawrence című háborús filmjében Allenby tábornoknak, a közel-keleti brit haderő parancsnokának szerepét kapta, a címszereplő Peter O’Toole mellett.
1958-ban kitüntették a Brit Birodalom Rendje parancsnoki fokozatával (CBE).
1970-ben Szergej Bondarcsuk szovjet-orosz rendező nemzetközi szereposztással forgatta Waterloo c. monumentális militarista filmjét, ebben Hawkins Sir Thomas Picton tábornokot alakította, Wellington hercegének tehetséges hadosztályparancsnokát, aki ebben a csatában esett el. A katonai szerepeken túl Hawkins más karaktereket, grófokat, császárokat, diplomatákat is kiválóan formált meg.

### Magánélete
1932–1941 között Jessica Tandy (1909–1994) színésznővel élt házasságban, akitől egy közös leányuk született. 1947-ben ismét megnősült, Doreen Lawrence (sz. Doreen Mary Beadle, 1919–2013) színésznőt vette feleségül, akivel Hawkins haláláig együtt maradtak. A második házasságból egy leány és két fiú született.

### Betegsége, elhunyta
Igen erős dohányos volt, már az 1950-es években hangszálproblémákkal küzdött. 1966-ban nyelőcsőrákot állapítottak meg nála. Gégeműtétre kényszerült, a gégefő eltávolítása miatt beszédhangja érthetetlenné vált. Ennek ellenére nem adta fel a színészmesterséget, de ezután hangját más színésztársai, Charles Gray és Robert Rietti szinkronizálták. Így jártak el többek között Étienne Périer 1971-es Az arany rabjai című bűnügyi thrillerjében is. Hawkins nem adta fel, komoly erőfeszítéseket tett, hogy részleges beszédképességét a legújabb orvosi-műszaki segédeszközökkel fenntarthassa.
1973-ban újabb gégeműtétet hajtottak végre, ezt követően Hawkins elhunyt, 62 éves korában. A londoni Golders Green krematóriumban hamvasztották el, itt nyert végső nyughelyet is.

## Főbb filmszerepei
- 1930: Birds of Prey; Alfred
- 1938: Napóleon házassága (A Royal Divorce); Charles kapitány
- 1948: Ledőlt bálvány (The Fallen Idol); Ames nyomozó
- 1951: Göröngyös légi utak (No Highway); Dennis Scott
- 1952: Az elsö szó (Mandy); Searle
- 1953: Kegyetlen tenger (The Cruel Sea); Ericson
- 1955: A fáraók földje (Land of the Pharaohs); Khufu fáraó
- 1956: A hosszú kéz (The Long Arm); Tom Halliday rendőr-főfelügyelő
- 1957: Ember az égben (The Man in the Sky); John Mitchell
- 1957: Híd a Kwai folyón (The Bridge on the River Kwai); Warden őrnagy
- 1959: Ben-Hur (Ben-Hur); Quintus Arrius szenátor
- 1960: Urak szövetsége (The League of Gentlemen); Mr. Hyde
- 1959–1960: The Four Just Men; tévésorozat, Ben Manfred
- 1961: Két szerelem (Two Loves); William W.J. Abercrombie
- 1962: La Fayette; Cornwallis tábornok(wd)
- 1962: Arábiai Lawrence (Lawrence of Arabia); Allenby tábornok(wd)
- 1964: Zulu (Zulu); Otto Witt
- 1965: Lord Jim; Mr Marlow
- 1966: Dr. Kildare, tévésorozat; Justin Post
- 1966: A mák virága is virág (Poppies Are Also Flowers), tévéfilm, Bahar tábornok
- 1968:  Shalako (Shalako), tévéfilm, Sir Charles Daggett
- 1968: Nagy Katalin (Great Catherine); brit nagykövet
- 1969: Ó, az a csodálatos háború (Oh! What a Lovely War); Ferenc József császár
- 1969: Azok a csodálatos férfiak (film, 1969) (Monte Carlo or Bust!); Levinovitch gróf
- 1970: Gerard kalandjai (The Adventures of Gerard), Millefleurs marsall
- 1970: Waterloo (Waterloo); Sir Thomas Picton tábornok
- 1970: Jane Eyre (Jane Eyre), tévéfilm; Mr. Brocklehurst
- 1971: Az arany rabjai (When Eight Bells Toll); Sir Anthony Skouras (Charles Gray hangjával)
- 1971: Cárok végnapjai (Nicholas and Alexandra), Fredericks gróf
- 1971: Emberrablók (Kidnapped); Hoseason százados
- 1972: A fiatal Churchill (Young Winston); Mr. Welldon
- 1973: Shakespeare-i gyilkosságok (Theater of Blood); Solomon Psaltery
- 1974: A királynő törvényszéke (QB VII), tévésorozat, Justice Gilroy